# Margot Kessler
Pour les articles homonymes, voir Kessler.
Margot Kessler, née le 8 septembre 1948 à Kehmstedt, est une femme politique allemande.
Membre du Parti social-démocrate d'Allemagne, elle est députée européenne de 1999 à 2004.